# Herkimer (Town, New York)
Herkimer ist eine Stadt mit dem Status „Town“ im US-Bundesstaat New York. Das U.S. Census Bureau hat bei der Volkszählung 2020 eine Einwohnerzahl von 9.566 ermittelt. Im Stadtgebiet befindet sich auch die Village Herkimer, die der Verwaltungssitz (County Seat) des Herkimer County ist.

## Geographie
Die Stadt wird im Süden vom Mohawk River und im Osten vom West Canada Creek begrenzt. Sie liegt etwa 20 Kilometer südöstlich von Utica und 110 Kilometer östlich von Syracuse. Die Interstate 90 (New York State Thruway) tangiert Herkimer im Süden.

## Geschichte
Die ersten Siedler der Gegend kamen aus der Kurpfalz. Der Ort wurde zu Ehren des Brigadegenerals Nicholas Herkimer, der sich im Amerikanischen Unabhängigkeitskrieg große Verdienste um die Region erworben hatte benannt. Die offizielle Stadtgründung erfolgte im Jahr 1788.
Heute sind die Einwohner von Herkimer in erster Linie in der Verwaltung sowie in mittelgroßen landwirtschaftlichen und industriellen Betrieben beschäftigt. Der Tourismus gewinnt zunehmend an Bedeutung. So wird die Gegend auch von Mineralien-Sammlern auf der Suche nach den Herkimer Diamanten besucht (klare doppelendige Quarzkristalle). Außerdem werden Bootsfahrten auf dem historischen Eriekanal durchgeführt, dessen Gebiet wegen seiner geschichtlichen Bedeutung als National Heritage Area ausgewiesen wurde.
Folgende historisch wertvolle Gebäude und Plätze sind im National Register of Historic Places aufgeführt: Herkimer County Courthouse, Herkimer County Jail, Herkimer County Historical Society, The Reformed Church, Palatine German Frame House und United States Post Office

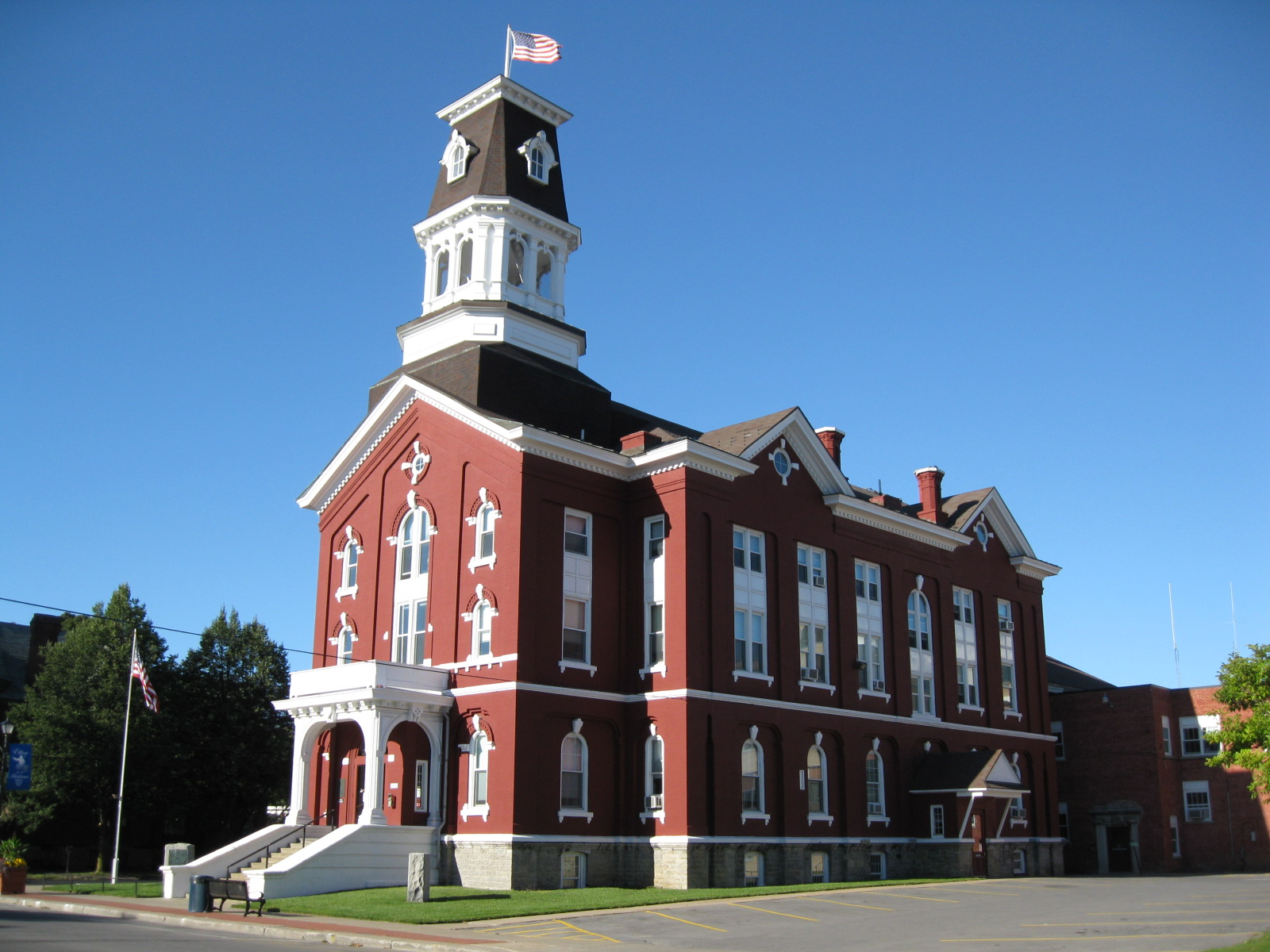
Herkimer County Courthouse
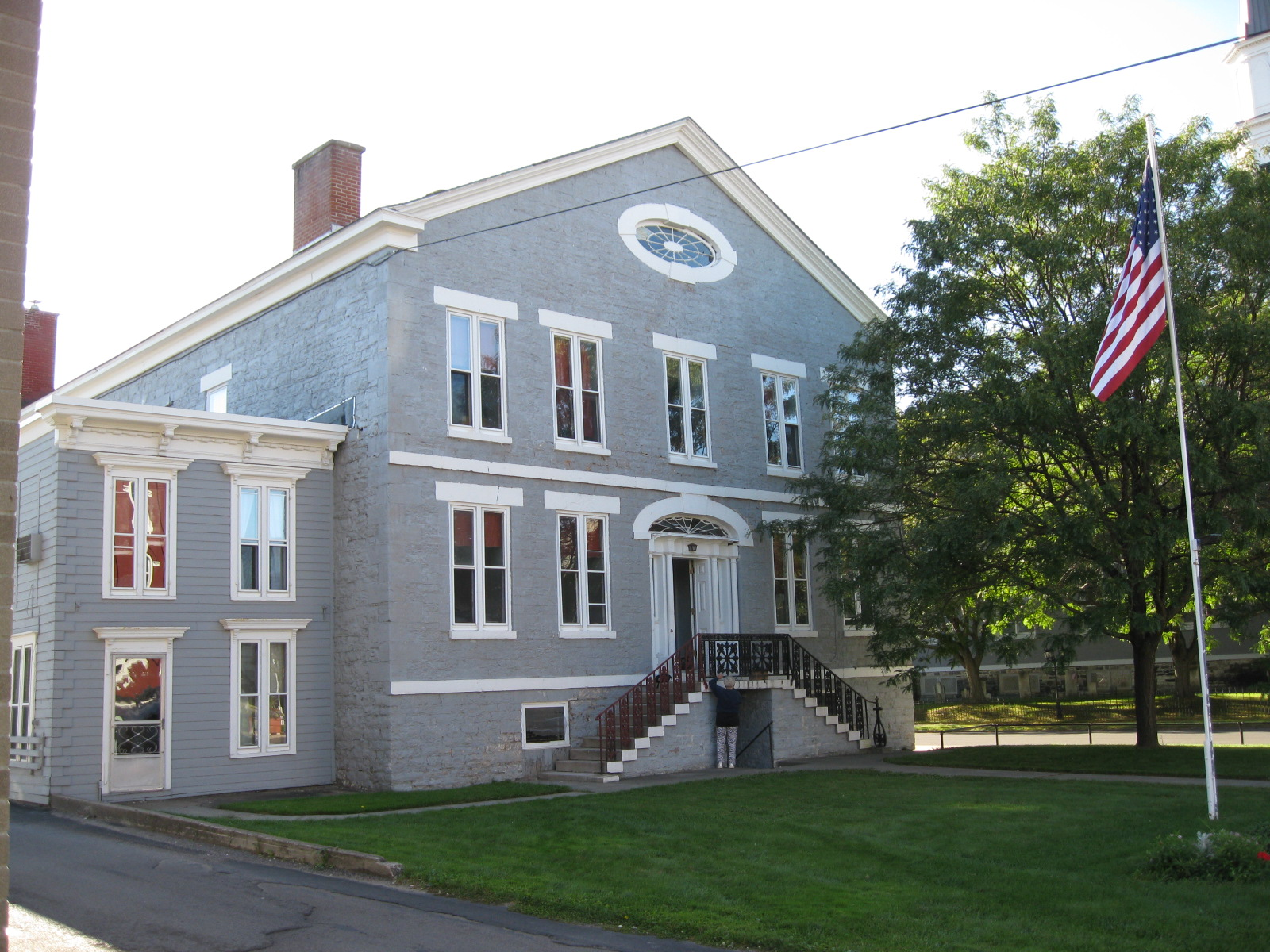
Herkimer County Jail

## Demografische Daten
Im Jahr 2013 wurde eine Einwohnerzahl von 7662 Personen ermittelt. Das Durchschnittsalter lag zu diesem Zeitpunkt mit 42,2 Jahren oberhalb des Wertes von New York, der 38,2 Jahre betrug.

## Söhne und Töchter der Stadt
- John Nicholson (1765–1820), Jurist und Politiker
- Lou Ambers (1913–1995), Boxer